# Z (equipa ciclista)
Greg LeMond em maillot amarelo
A Equipa ciclista Z era uma formação francesa de ciclismo profissional em estrada criada em 1987 até 1992 com como diretor desportivo da equipa Roger Legeay e Serge Beucherie.

## Histórico
Em 1987, Z entre nos pelotões patrocinando a célebre equipa Peugeot que se torna na Z-Peugeot.

A Peugeot retira-se do ciclismo profissional no fim de 1989 e a equipa toma o nome de Z que resultará mais tarde, em 1993 Gan e finalmente em 1998, Crédit Agricole.
Foi uma equipa muito popular após o recrutamento em 1990 de Greg LeMond, vencedor da Tour de France de 1989.
Greg LeMond vence o Tour de France de 1990 por conta da equipa Z, tomando o maillot amarelo durante o último contrarrelógio (como em 1989) e propulsiona a equipa Z ao primeiro plano.

## Patrocinadores
- Z, marca de roupa para crianças do grupo Zannier
- Peugeot, construtor francês de automóveis e de bicicletas
- Tommaso, marca italo-estadounidense de roupa e equipamentos para ciclistas

## Os corredores estrelas
- Greg LeMond, vencedor de três Tour de France e das campeonatos mundiais 1983 e 1989.
- Ronan Pensec, autor de uma escapada a 4 que tem tomado 10 minutos ao pelotão, escapada resultada legendária (Com Steve Bauer, Frans Maassen e Claudio Chiappucci que será o último "resistente" a Greg LeMond) e portador do maillot amarelo do Tour de France de 1990.

## Efectivos

### Enquadramento
- Director desportivo : Roger Legeay
- Director desportivo adjunto : Serge Beucherie e Michel Laurent

### Corredores

#### Elencos de 1990 - Equipa Z
| Ciclista                | Data de nascimento | País           | Equipa 1989 |
| ----------------------- | ------------------ | -------------- | ----------- |
| Henri Abadie            | 13.02.1963         | França         |             |
| Kim Andersen            | 10.02.1958         | Dinamarca      |             |
| Miguel Arroyo           | 06.12.1966         | México         |             |
| Wayne Bennington        | 26.10/1964         | Reino Unido    |             |
| Franck Boucanville      | 01.01.1966         | França         |             |
| Éric Boyer              | 02.12.1963         | França         |             |
| Jacki Radaelli          | 15.09.1969         | França         |             |
| Bruno Cornillet         | 08.02.1963         | França         |             |
| Gilbert Duclos-Lassalle | 25.08.1954         | França         |             |
| Atle Kvålsvoll          | 10.04.1962         | Noruega        |             |
| Johan Lammerts          | 02.10.1960         | Países Baixos  |             |
| François Lemarchand     | 02.11.1960         | França         |             |
| Greg LeMond             | 26.06.1961         | Estados Unidos |             |
| Laurent Madouas         | 08.02.1967         | França         |             |
| Robert Millar           | 13.09.1958         | Escócia        |             |
| Ronan Pensec            | 10.07.1963         | França         |             |
| Pascal Poisson          | 29.06.1958         | França         |             |
| Jérôme Simon            | 05.12.1960         | França         |             |

#### Elencos de 1991 -Equipa Z-Peugeot
| Integrantes da equipe 1991              | Integrantes da equipe 1991 | Integrantes da equipe 1991    | Integrantes da equipe 1991 |
| Ciclista                                | Data de nascimento         | Equipe anterior               |                            |
| --------------------------------------- | -------------------------- | ----------------------------- | -------------------------- |
| Kim Andersen                            | 10 fevereiro 1958          | Z (1991)                      |                            |
| Miguel Arroyo                           | 6 dezembro 1966            | Z (1991)                      |                            |
| Wayne Bennington                        | 26 outubro 1964            | Z (1991)                      |                            |
| Bruno Bonnet                            | 28 fevereiro 1967          | Carrera Jeans-Vagabond (1990) |                            |
| Éric Boyer                              | 2 dezembro 1963            | Z (1991)                      |                            |
| Christophe Capelle                      | 15 agosto 1967             |                               |                            |
| Philippe Casado                         | 1 fevereiro 1964           |                               |                            |
| Bruno Cornillet                         | 8 fevereiro 1963           | Z (1991)                      |                            |
| Gilbert Duclos-Lassalle                 | 25 agosto 1954             | Z (1991)                      |                            |
| Robert Forest                           | 18 novembro 1961           | Fagor-MBK (1989)              |                            |
| Thierry Gouvenou                        | 14 maio 1969               |                               |                            |
| Atle Kvålsvoll                          | 10 abril 1962              | Peugeot (1991)                |                            |
| Johan Lammerts                          | 2 outubro 1960             | Peugeot (1991)                |                            |
| François Lemarchand                     | 2 novembro 1960            | Z (1991)                      |                            |
| Greg LeMond                             | 26 junho 1961              | Z (1991)                      |                            |
| Robert Millar                           | 13 setembro 1958           | Z (1991)                      |                            |
| Jérôme Simon                            | 5 dezembro 1960            | Z (1991)                      |                            |
| Paul Willerton                          | 10 fevereiro 1969          |                               |                            |
| Eddy Seigneur (1 set.–31 dez., trainee) | 15 fevereiro 1969          | Z (1991)                      |                            |
|                                         |                            |                               |                            |
| Fonte: Cycling Archives                 |                            |                               |                            |

#### Elencos de 1992 - Equipa Z
| Integrantes da equipe 1992                     | Integrantes da equipe 1992 | Integrantes da equipe 1992 | Integrantes da equipe 1992 |
| Ciclista                                       | Data de nascimento         | Equipe anterior            |                            |
| ---------------------------------------------- | -------------------------- | -------------------------- | -------------------------- |
| Kim Andersen (1 jan.–15 jun., Nota)            | 10 fevereiro 1958          | Z (1992)                   |                            |
| Laurent Bezault                                | 8 março 1966               |                            |                            |
| Éric Boyer                                     | 2 dezembro 1963            | Z (1992)                   |                            |
| Christophe Capelle                             | 15 agosto 1967             | Z (1992)                   |                            |
| Philippe Casado                                | 1 fevereiro 1964           |                            |                            |
| Thierry Claveyrolat                            | 31 março 1959              | RMO (1991)                 |                            |
| Jean-Claude Colotti                            | 1 julho 1961               | Tonton Tapis-GB (1991)     |                            |
| Bruno Cornillet                                | 8 fevereiro 1963           | Z (1992)                   |                            |
| Gilbert Duclos-Lassalle                        | 25 agosto 1954             | Z (1992)                   |                            |
| Thierry Gouvenou                               | 14 maio 1969               | Z (1992)                   |                            |
| Atle Kvålsvoll                                 | 10 abril 1962              | Peugeot (1992)             |                            |
| Johan Lammerts                                 | 2 outubro 1960             | Peugeot (1992)             |                            |
| Pascal Lance                                   | 23 janeiro 1964            |                            |                            |
| François Lemarchand                            | 2 novembro 1960            | Z (1992)                   |                            |
| Greg LeMond                                    | 26 junho 1961              | Z (1992)                   |                            |
| Eddy Seigneur                                  | 15 fevereiro 1969          | Z (1992)                   |                            |
| Jérôme Simon                                   | 5 dezembro 1960            | Z (1992)                   |                            |
| Nicolas Aubier (1 set.–31 dez., trainee)       | 20 maio 1971               |                            |                            |
| Jean-Pierre Bourgeot (1 set.–31 dez., trainee) | 25 novembro 1968           |                            |                            |
| Thierry Bricaud (1 set.–31 dez., trainee)      | 8 novembro 1969            |                            |                            |
|                                                |                            |                            |                            |
| Fonte: Cycling Archives                        |                            |                            |                            |

Nota: Kim Andersen, change of team

| 12 abr. | Paris-Roubaix | Gilbert Duclos-Lassalle |